# 岩瀬仁紀
岩瀬 仁紀（いわせ ひとき、1974年11月10日 - ）は、愛知県西尾市出身の元プロ野球選手（投手、左投左打）、野球解説者・野球評論家。
現役時代は、1999年 - 2018年まで20年間にわたって地元・愛知県に本拠地を置くNPB（セントラル・リーグ）球団の中日ドラゴンズに在籍した。NPBにおける最多登板（1002登板）および通算セーブ数記録保持者（407セーブ）。NPB最多タイ記録となる最多セーブ投手を5回、最優秀中継ぎ投手を3回獲得している。アテネオリンピック野球の銅メダリスト。

## 経歴

### 大学時代まで
1974年11月10日、愛知県で生まれた。出身地は西尾市巨海町で、市立寺津小学校・寺津中学校を卒業した。少年時代から後に所属することになる中日ドラゴンズの熱烈なファンで、小学2年の時に少年野球チーム「愛知衣浦リトル」で野球を始めた。小学校時代から高校時代までは投手一本で、寺津中を経て県立西尾東高校に進学すると、3年生時の1992年7月19日、第74回全国高等学校野球選手権愛知大会2回戦で三好高校を相手にノーヒットノーランを記録したが、4回戦で敗退した。
卒業後は愛知大学へ進学し、外野手へ転向した。愛知県大学野球リーグでは1年春から外野手でレギュラー出場。打者としてリーグ通算101試合出場、384打数124安打、打率.323、9本塁打、64打点。通算124安打は神野純一（神野は125安打。元中日）に次ぐリーグ歴代2位。1995年春季リーグでは愛知学院大学戦で1試合3本塁打を記録。外野手としてベストナイン4度受賞。一方で3年生の秋（1995年秋季のリーグ）から、チーム事情を理由に外野手と投手を兼任するようになった。当時はほとんど投球練習をしておらず、後にプロ入りした際に比べても球威は低かったが、緩急を巧みにつけた投球で好投し、投手では3季で通算15試合に登板し8勝4敗の成績を残した。大学3年時に全日本大学選抜チームに選出されて中南米遠征を経験するなど、当時は打者として注目されていたが、最後の秋（1996年秋）にはそれまで投手としての十分な練習をしていなかったことが災いし、左肩を痛めた状態で投げていた。一方で同年9月16日には、中日が当時本拠地としていたナゴヤ球場で対阪神タイガース戦の試合開始前に開催されたアマチュア向けスピードボールコンテストに出場し、2球を投げて球速134 km/hと136 km/hを計測し、試合前のスタンドを騒然とさせていた。同コンテストでは男性で球速120 km/h以上を計測した場合、ライオン賞が贈呈されるため、岩瀬も同賞を受賞した。大学卒業時点では投打ともにセンスの高さは認められていたものの、どちらも決め手を欠いたため、プロから誘われることはなかった。

### NTT東海時代
大学卒業後の1997年春には社会人野球のNTT東海に入社し、社会人野球には指名打者制があることから投手に専念した。1998年冬の練習では「NTT方式」と呼ばれた基礎体力づくり（筋力トレーニングの器具を用いて下半身を徹底強化する練習）に取り組み、本人曰く「大学4年間分の練習を、この1年間でやった」という。
2年目の1998年シーズンには、4月の岡山大会で三菱自動車川崎の強力打線を速球で詰まらせ、カーブで泳がせる投球で完封勝利（8回コールド勝ち）を記録すると、準決勝でも日本石油相手に4失点しながら完投勝利を記録した。同月の高砂大会では、プロ入り前の自己最高球速となる145 km/hを記録した。その投球が評価されてアマチュア日本代表候補に選出されると、同年5月の強化合宿では紅白戦で福留孝介（日本生命）らと対戦し、5イニングを投げて2被安打、1失点に抑え、福留からは「こんなに、すごい左投手は見たことがない」と評された。同年夏に東京ドームで開催された第69回都市対抗野球大会には新日鉄名古屋の補強選手として出場し、第5日第1試合の東芝府中戦で先発登板したが、5イニングを投げて9被安打3失点で降板していた。しかし1998年のドラフト会議を前に、球威のある速球に加え、スライダー、シュート、カーブ、ナックルをテンポよく投げる投球、高いスタミナを評価されており、アマチュア日本代表の監督・大田垣耕造からは社会人の左腕投手としてナンバーワンであると評されていた。
当時の中日には先発投手の山本昌・今中慎二・野口茂樹に加え、中継ぎにも前田幸長・日笠雅人・佐藤康幸らがいたが、中日のスカウトであった近藤真一は同年春から岩瀬を高く評価してマークしていた。一方で当時、左腕投手が不足していた阪神タイガースもドラフト1位指名候補として岩瀬に攻勢をかけており、さらに日本ハムファイターズも獲得競争に参戦したが、本人は「相思相愛」であった中日入りを熱望しており、1998年9月26日には中日を逆指名することを表明した。同年のドラフト会議では逆指名第1号で、会議当日に中日から2位指名を受けて入団した。この年の中日は1位に指名する選手は既に逆指名の福留で確定していたが、地元愛を標榜していた中日監督の星野仙一がスカウト陣に対して「地元の逸材を見逃したら許さない」と発破をかけていた中で、当時スカウトとして各地を駆け回っていた近藤真一が「4回くらいまでいい投球をするピッチャーはいます」と報告したところ、星野は「1イニングでもしっかり抑えられれば充分」とし、岩瀬の獲得を決めたのであった。背番号は入団から引退まで、近藤がノーヒットノーラン記録時に着けていた13を着用した。
プロ入りに当たっては「チャンスがある以上は、新人王に挑戦してみたい」と抱負を語っていた。またオールスター戦出場を夢見ていて、星野監督には先発ローテーション入りを期待されていた。

### 中日時代
1999年は4月2日に一軍（セントラル・リーグ）開幕戦として中日の本拠地・ナゴヤドームで開催された対広島東洋カープ戦で一軍公式戦初登板を果たしたが、失点を許し一死も取れずに降板した。しかし同月18日、東京ドームで開催された対読売ジャイアンツ（巨人）3回戦でプロ初勝利を、同年6月23日の対巨人13回戦（ナゴヤドーム）でプロ初セーブを記録した。その後は起用し続ける監督・星野の期待に応え、シーズン途中から中継ぎで勝ちパターンの継投の一角を担い、チームのリーグ優勝に貢献した。ルーキーながら、65試合に登板し防御率1.57、最優秀中継ぎ投手賞受賞、中継ぎながら10勝と好成績を残したが、同期に20勝を記録した上原浩治がおり、新人王は逃した。
同年オフに抑えの宣銅烈が現役を引退したため、中日首脳陣は2000年の開幕前までは岩瀬を鈴木平とのダブルストッパーとして起用する構想を立てていたが、結果的に抑えの座は新外国人のエディ・ギャラードが担い、岩瀬は引き続き中継ぎとして起用された。シーズン終盤には、2年連続の10勝を目指して、自ら山田久志投手コーチに先発登板を願い出て、10月8日の対広島26回戦で公式戦初の先発登板、7回7安打、1失点で勝利投手となり2年連続10勝を達成した。岩瀬本人としては先発へのアピールもあったが、翌年以降も中継ぎでの起用は変わらず、結果としてこれが19年の現役を通じて「唯一の公式戦先発登板」となった。
3年目の2001年オフには年俸1億500万円（前年度比2500万円増）で契約更改、入団4年目での年俸1億円到達は球団史上最速（当時）だった。2002年、2003年と2年連続で防御率1点台でシーズンを終えた2003年オフには、それまでの活躍を評価され、年俸2億円（前年度比6000万円増）で契約更改、これは球団史上最速、中継ぎ投手としてはNPB史上初であった。
2003年にはそれまで抑えを担っていたギャラードが大塚晶則（開幕直前に大阪近鉄バファローズから移籍）の獲得などをめぐって山田監督ら首脳陣と対立した末に退団、その大塚も同年オフにポスティングシステムを利用してMLBのサンディエゴ・パドレスへ移籍したため、岩瀬は6年目の翌2004年シーズンから抑えとして起用されることとなった。
抑えに配置転換されて臨むこととなった2004年は開幕前に自宅の浴室で転倒し、左足中指を骨折するも、2勝3敗22セーブの成績でチームの5年ぶりの優勝に貢献した。
2005年は4月に11試合の登板で1勝0敗8セーブ、防御率0.00と好成績を残し、自身初となる月間MVPを獲得した。9月30日の広島戦（ナゴヤドーム）で45セーブ目を記録し、1998年に佐々木主浩が樹立したシーズン最多セーブの日本プロ野球記録に並んだ。翌日の同カードでは日本プロ野球新記録（当時）となる46セーブを達成した。60試合に登板しながら被本塁打は0だった。翌年1月20日の契約更改交渉で7500万円増の推定年俸3億500万円で更改。中日に在籍した日本人選手としては、1992年の落合博満を抜く球団史上最高年俸となった。
2006年は4月4日の対横浜ベイスターズ戦（横浜スタジアム）で、9回裏に多村仁に同点2点本塁打を打たれ、救援に失敗。2004年9月25日に村田修一に打たれて以来許していなかった本塁打を打たれ、被本塁打0の記録は対戦打者265人目にして途絶えたが、登板する時、岩瀬は常に本塁打と四球だけは防げると思ってやっていた。7月30日の読売ジャイアンツ戦（ナゴヤドーム）でプロ入り通算100セーブを達成。10月8日の横浜戦（横浜スタジアム）でNPB史上初の2年連続40セーブを達成。2年ぶりのリーグ優勝を決めた10月10日の対巨人戦（東京ドーム）の11回裏、3対3の場面で登板し、2回を無失点に抑えて胴上げ投手となった。しかし、岩瀬は同点で投げるのは好きではなく、同点だと誰のために頑張ったら良いかわからなくなり、マウンド上での必死さが欠けてしまうので苦手だった。リードしている場合は勝利の権利を持つ投手がいるので、その白星を消すわけにはいかないと、そのピッチャーのために投げられるが、同点の場合は誰にも勝ちがつかない状況で投げなければならないので苦手だった。同年は56試合の登板で、2勝2敗40セーブを記録し、セーブ王に輝いた。
北海道日本ハムファイターズとの日本シリーズでは、10月21日の第1戦（ナゴヤドーム）で2点リードの9回から登板。1回を三者凡退に抑え、セーブを記録した。中日の投手が日本シリーズでセーブを挙げたのは、1982年の牛島和彦以来24年ぶりのことだった。オフの12月27日に年俸3億8000万円（7500万円増、当時の現役投手の中で最高金額）で契約更改。チームにはまだ先輩がたくさんいたので、調子に乗るところは絶対に見せてはいけないと岩瀬は思っていた。
2007年は4月6日の横浜戦（ナゴヤドーム）で、郭源治の持つ球団記録を更新する117セーブ目を挙げた。7月7日の阪神戦（ナゴヤドーム）でNPB史上81人目の通算500試合登板を達成。9月8日、秋山登に並ぶNPBタイ記録9年連続50試合登板。翌日の9月9日には、NPB史上6人目の150セーブを記録。9月19日、NPB史上初の3年連続40セーブを達成。数々の記録達成に伴い、登場機会が増えた当時のヒーローインタビューについて、岩瀬は「登板直後、試合の緊張が取れないまま臨むヒーローインタビューは、手が震え、話すのも非常に嫌だった。」と述懐している。シーズン中盤にはストレートが140 km/hを下回ったり、低めへの制球に苦しむ場面が目立つなど全体としては球威や制球に苦しんだシーズンではあったが、8月以降の防御率は1.27と好調だった。
クライマックスシリーズでは、第1ステージの対阪神タイガース第2戦から第2ステージの対巨人第3戦まで、いずれも8回途中からの4連投でチームの日本シリーズ進出に貢献。北海道日本ハムファイターズとの日本シリーズの第5戦において、8回まで完全試合ペースの好投をしていた山井大介に代わり9回に登板。三者凡退に抑えてNPB史上初の継投による完全試合を達成し、胴上げ投手となった。完全試合目前の山井から岩瀬への継投を行った落合の采配については、スポーツマスコミ、野球評論家などを中心に賛否両論が巻き起った。なお、落合は監督退任後の自著で「あの時の心境を振り返ると、『山井は残念だった』というよりも、『ここで投げろと言われた岩瀬はキツいだろうな』というものだったと思う」と記している。このときのことを岩瀬は「いまだに思い出すだけで緊張して、気持ちがギュッとなる」と述べている。落合とは試合後の風呂で一緒になり、「お前がいちばんキツかったな」と声をかけられた。継投の判断も勇気が要るが、それをなんとも思わず実行できた落合のことを、岩瀬は今でもすごいと思っている。
同年オフ、フリーエージェント（FA）の権利を取得し、球団から4年の複数年契約を提示されたが、権利を行使せず単年契約した。この年、岩瀬はオリンピック予選のため12月初頭まで台湾に滞在しており、「FA権行使について考える余裕がなかった。もしオリンピック予選がなかったら、この選択は変わっていたかもしれない。」と回顧している

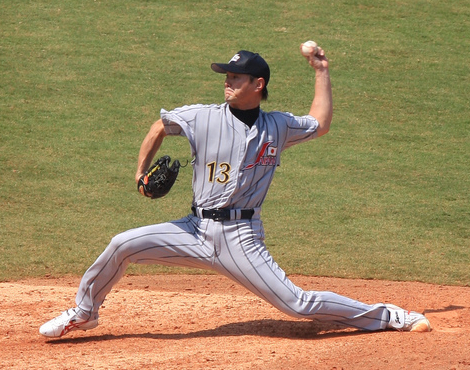
北京五輪で投球する岩瀬

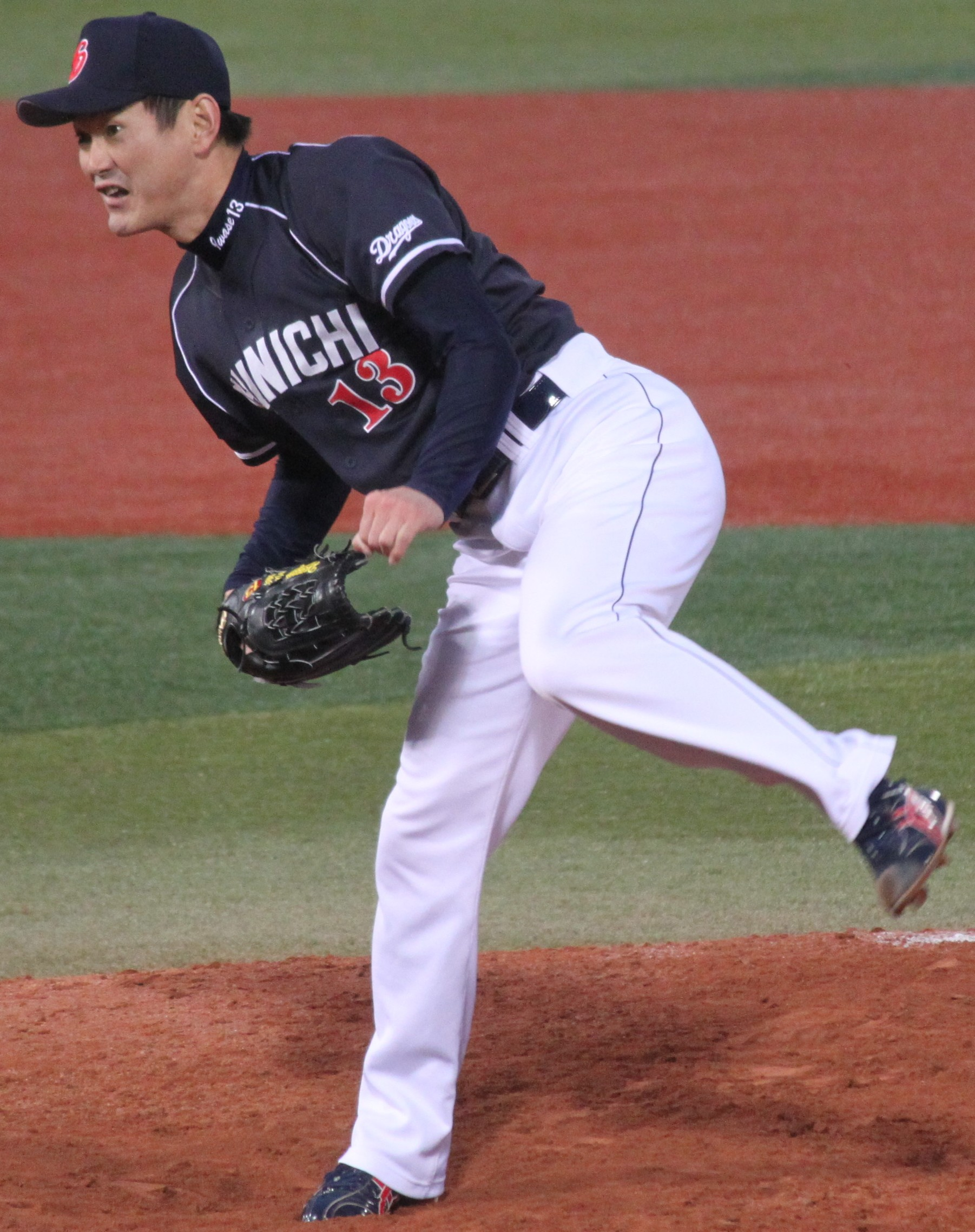
2013年4月21日、横浜スタジアムにて

。
2008年はシーズン17試合目の登板となった5月17日の横浜戦（ナゴヤドーム）で2点リードの9回に登板したが5失点し敗戦投手となった。6月14日の対オリックス・バファローズ戦ではアレックス・カブレラに557試合目にしてプロ入り初のサヨナラ本塁打を打たれた。先発登板した川上憲伸とは試合後に食事の予定があったが、川上から「今日はガンさんとは行きたくない。」と断られたと、岩瀬は述懐している。この年、日本プロ野球史上初の10年連続の50試合登板を達成。また、ポストシーズンの無失点記録を22.1回まで伸ばしている。このころにはメジャーリーグ (MLB) 移籍も考えており、前年にFA権を行使しなかった理由の一つも、その選択肢を残すためだったが、北京五輪で3敗を喫し、「海外が合わない」と実感したことや、球団への愛着、そしてアメリカで1人で暮らしていくことへの自信がなかったことなどを理由に、MLB挑戦は断念。12月24日、推定年俸4億3000万円（現状維持）で4年契約の契約更改を行った。
2009年は4月21日に鈴木孝政の持つ球団記録を更新する通算登板587試合を記録。ところが、4月25日の対巨人戦（東京ドーム）では2点リードから亀井義行に代打逆転サヨナラ3点本塁打を打たれて敗戦投手となる。さらに4月30日の対東京ヤクルトスワローズ戦（ナゴヤドーム）では青木宣親に頭部死球を当て、自身初の危険球退場を受けた。それでも5月12日にNPB史上4人目・左腕投手としては同史上初の通算200セーブを達成。その後7月30日にNPB史上初の5年連続30セーブ、8月15日にNPB歴代単独3位の通算228セーブ、8月18日に20試合連続セーブを達成した。終盤は体調不良もあり、登板はできなかったものの54試合の登板で2年ぶりに40セーブ以上を記録した。
2010年は6月16日の対日本ハム戦（ナゴヤドーム）で通算250セーブを達成。佐々木主浩、高津臣吾に次いで3人目の救援投手として名球会入りの条件を満たす。更に6月23日の対横浜ベイスターズ戦（豊橋市民球場）では、日本プロ野球歴代2位となる通算253セーブ。8月7日の対阪神戦で自己記録を更新する6年連続30セーブを記録した。
2011年は開幕から調子がなかなか上がらず、失点する場面も目立ち、浅尾拓也が抑えとして登板する試合もあった。その一方で5月17日の対千葉ロッテマリーンズ戦（QVCマリンフィールド）で通算700試合登板、6月16日の対福岡ソフトバンクホークス戦（ナゴヤドーム）でNPB新記録となる通算287セーブ、9月3日の対広島戦（MAZDA Zoom-Zoom スタジアム広島）でNPB史上初の通算300セーブ、9月20日の対横浜戦（横浜スタジアム）で自己記録を更新する7年連続30セーブ。9月29日の対広島戦（MAZDA Zoom-Zoom スタジアム広島）でNPB新記録の通算740試合救援登板を達成するなど、後半戦から調子を持ち直し数々の記録を樹立、防御率も5年ぶりに1点台で終えた。
2012年はオールスター戦を前後してリリーフを失敗する場面が目立ち始める。7月14日の巨人との首位攻防戦では1対0で9回に登板したが、先頭の高橋由伸に死球、その後一死一・三塁となり代打の阿部慎之助に逆転適時打を打たれて敗戦投手となり、これが巨人の首位独走のきっかけとなる。この試合を境に調子を大きく落とし、2日後の対広島戦ではスクイズを決められ逆転負け、その後も自身の失策で逆転負けするなど不振が続き、8月2日に左肘の違和感を訴えて自ら二軍調整を申し出た。故障や成績不振で一軍登録を抹消されるのは2002年6月以来約10年ぶりのことである。後半戦は代役の山井大介が好投していたこともあり、併用という形で中継ぎに回ることもあった。それでも終盤は調子を取り戻し、8月24日の対ヤクルト戦で自らの記録を更新する8年連続30セーブ。最終的にヤクルトのトニー・バーネットと並んで最多セーブのタイトルを獲得した。最多セーブ獲得はセ・リーグ史上最多の5度目、最年長記録を更新。しかし防御率は前年を大きく下回り、33セーブはストッパーに定着した2004年以降では自己ワースト2位、救援失敗数は8度と両リーグ最多タイ記録を樹立してしまう。その一方で10月5日の対広島戦ではNPB史上6人目の通算800試合登板、入団1年目から14年連続50試合登板となった。巨人とのクライマックスシリーズでは第3戦でセーブを記録するが、第5戦の9回裏に一死満塁のピンチを招き降板、後続が打たれて敗戦投手となった。シーズン終了後の10月31日に山崎武司、川上憲伸、山本昌とともに球団首脳と個別に面談。球団代表の佐藤によると「引退についてお互い思っていることを直接言い合いましょうという話」だという。契約更改では8000万円減とプロ入り後で初の減俸となった。
2013年は 4月18日の対ヤクルト戦（明治神宮野球場）で通算350セーブを達成。5月14日の対日本ハム戦で日本プロ野球史上初の10年連続10セーブを達成。8月27日の対ヤクルト戦で自らの記録を更新する9年連続30セーブを達成。9月18日の対巨人戦（ナゴヤドーム）で通算382セーブとし、佐々木主浩（元横浜、シアトル・マリナーズ）の日米通算セーブ数を上回り、前人未到の日本人最多セーブを更新した。
2014年は開幕戦（対広島）で黒星を喫した。7月26日の対巨人戦（ナゴヤドーム）でNPB史上初の通算400セーブを達成。しかし8月に左肘の張りを訴え、一軍登録を抹消され、NPB記録の連続50試合登板が15年、連続30セーブが9年でそれぞれ途切れた。また、防御率も2001年以来の3点台に終わった。11月4日、7000万円減となる推定年俸3億円で2015年の契約を結んだ。
2015年は左肘の故障の影響で開幕二軍スタートとなり、抑えの座も福谷浩司に譲り、プロ入り後初めて実戦登板なしに終わった。12月7日には2億5000万円減の推定年俸5000万円（日本プロフェッショナル野球協約〈野球協約〉で規定された減額制限を大幅に超える83%ダウン）で一発サインし、翌年の現役続行が決まった。減給額としては2013年オフの小笠原道大（当時巨人）の3億6000万円（当時）に次ぐ歴代2位（後に巨人の杉内俊哉が4億5000万減の5000万出来高払いで更改したため、歴代3位となる）となった。
2016年も開幕は二軍で迎えた。4月9日の巨人戦で2年ぶりに一軍登板すると、一死満塁のピンチをギャレット・ジョーンズからの併殺打によって無失点に抑えたが、その後は打ち込まれるシーンが目立ち同月28日に登録を抹消された。8月6日の対横浜DeNAベイスターズ戦（横浜スタジアム）では米田哲也・金田正一に次いで史上3人目となる通算900試合登板を達成したが、この試合は1つもアウトを取れず、髙城俊人と桑原将志にそれぞれ適時安打を打たれ降板し、敗戦投手となっている。この年、前年に続きセーブを挙げられず防御率は自身ワーストの6点台となるなど不調が続き、引退も考えたという。
2017年は前年に三浦大輔が現役を退いたためセ・リーグ及び日本球界最年長選手となった。この年は3年ぶりに開幕一軍を果たし、田島慎二に繋げる左のセットアッパーとして起用される。6月は23日の巨人戦で亀井善行1人を抑えて3年ぶりにセーブを記録し、それまで山本昌が保持していたセ・リーグの最年長セーブ記録（41歳2カ月）を42歳7カ月に更新したほか、全14試合を無失点に抑え10ホールドを記録し、史上最長ブランクとなる12年ぶりの月間MVPに輝いた。7月21日の広島戦で8回二死から登板し金田正一の持つ944登板を抜き、セ・リーグ歴代1位となる945登板を記録し、8月4日の巨人戦で米田哲也のプロ野球記録に並ぶ949試合登板を達成し、勝利投手となった。950試合登板となる8月6日の巨人戦では、1点リードの9回に登板するも、一死一・二塁と一打サヨナラのピンチを招く。さらに坂本勇人に右中間へ大飛球を運ばれるが、中堅手の大島洋平がこれを好捕（この時点で二死）。二塁を過ぎてオーバーランしていた一塁走者の重信慎之介は帰塁の際に二塁ベースを空過しており、次打者の阿部慎之助への投球前に岩瀬が二塁に送球しアピールプレイにより重信のアウトが成立し試合終了。岩瀬はプロ野球単独記録達成のマウンドで通算セーブを404に伸ばした。この年は、4年ぶりに50試合に登板し、3勝6敗2セーブ、防御率4.79という成績を残し、カムバック賞を受賞した。なお同年、2005年に樹立したセーブ数の日本記録（46セーブ）はデニス・サファテ（ソフトバンク）によって塗り替えられた。
2018年からは投手コーチ兼任となったものの、セ・リーグのアグリーメント上ベンチ入りできるコーチ人数に限りがあることから、ペナント開始前である3月17日にコーチ職を解かれた。登録上の役職は解かれたものの、チーム内での役割は変わらず、コーチ料を含んだ年俸も見直されなかった。8月3日の対巨人戦では同点の9回表にピンチを凌ぎ、その裏にチームが押し出しによるサヨナラ勝利を収めたことで、シーズン初勝利が記録された。一方で、9月16日の対巨人戦では通算登板数998試合目にしてプロ入り後初めて満塁本塁打を打たれた（打者・阿部）。9月28日の対阪神戦で1点リードの9回に登板し、NPB初の1000試合登板を達成。1イニング無失点に抑えてセーブも記録した。1000試合登板に対し、本人は「ここまでできるとは思ってもいなかった」とコメントした。翌29日には、かつて岩瀬につなぐセットアッパーとして活躍し、この試合が引退登板となった浅尾から要望に応え、浅尾の投げた直後の9回一死から登板。通算1001試合に伸ばした（成績は0.0回、被安打1）。10月2日に記者会見が開かれ現役引退を発表。10月13日のシーズン最終戦となる阪神戦で、同じく同年限りで引退する荒木雅博とともに引退試合が行われた。同点に追いつかれた直後の9回裏二死三塁の場面で登板し、代打として起用された1998年ドラフト同期入団の福留孝介を3球全てスライダーで三振に仕留め、現役生活を終えた。12月2日に自由契約公示された。

### 日本代表
2004年8月に行われたアテネオリンピック野球日本代表にも選出された。
2008年8月、北京オリンピック野球日本代表として出場したが、韓国代表の李承燁に逆転本塁打を打たれるなど大会を通じて10失点、3試合で敗戦投手となった。帰国後は落合博満によると、球団には岩瀬についての抗議等の電話がひっきりなしにかかってきて、中には岩瀬の命の危険さえ感じさせられる物騒なものもあり、その後、スタンドからのヤジにも聞き捨てならないものもあったという。

### 引退後
2019年からはCBCテレビ・CBCラジオ・東海テレビ・東海ラジオの野球解説者・サンテレビゲスト・NHKゲストの解説者、中日スポーツの野球評論家として活動。3月1日、翌日に行われる引退試合に出場するために中日ドラゴンズと育成契約を結んだ。登録上の背番号は204。2日のロッテとのオープン戦に先発登板し、1番打者の井上晴哉から空振り三振を奪って打者1人で交代した。ユニフォームは現役時代と同様、背番号13を背負ったが、中日はこの年からユニフォームのデザインを新調しているため、岩瀬の着用はこの1回のみとなった。引退試合を終えたため、3月4日に自由契約公示された。
2025年1月16日、得票率88・3%を獲得して当年度の野球殿堂顕彰者に選出された。最優秀中継ぎ投手を獲得した投手では初の殿堂入りとなった。

## 選手としての特徴

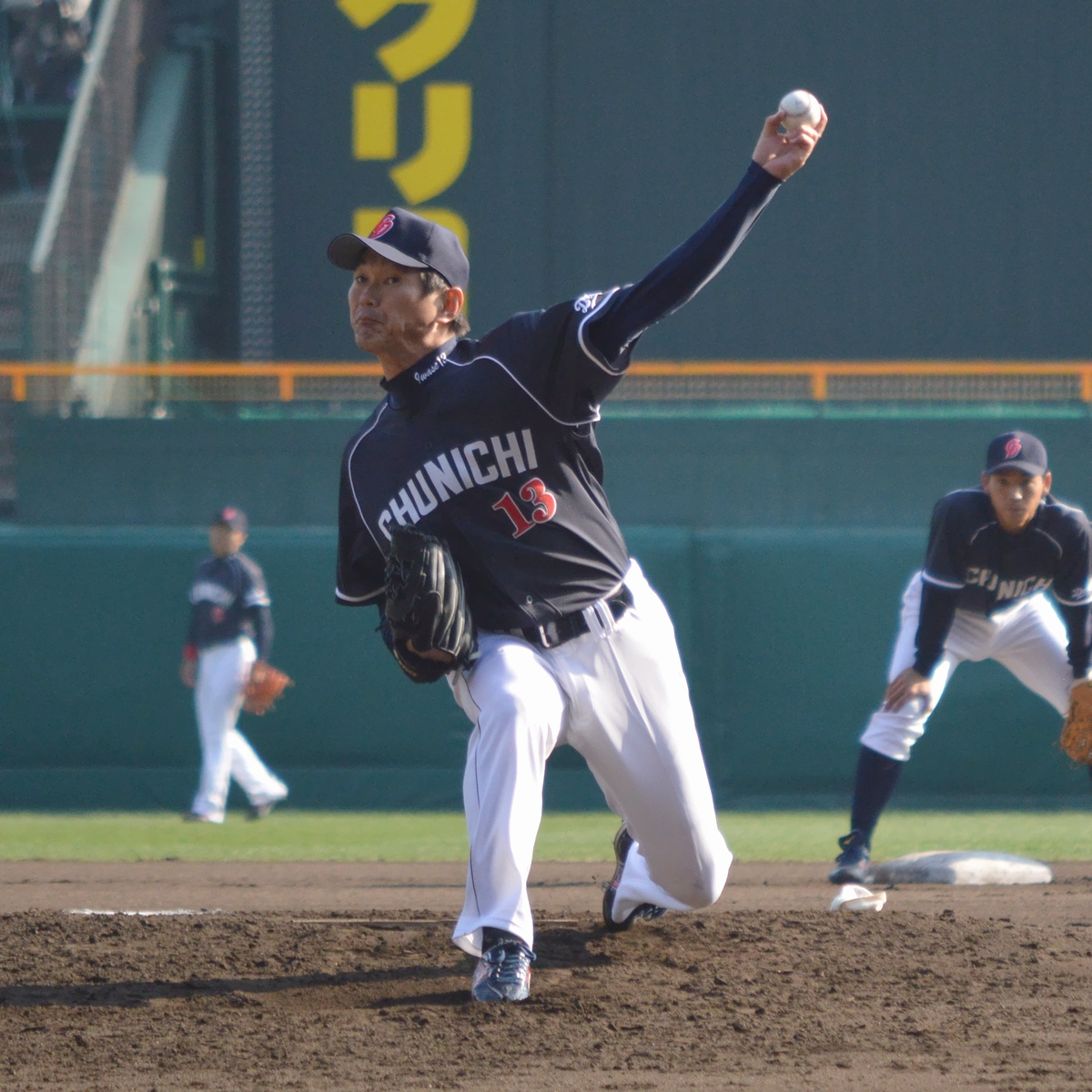
岩瀬の投球フォーム（2013年）

日本シリーズを6度経験しているが、1度も失点したことはない。
かつては「死神の鎌」と形容された球界屈指のスライダーが、打者の膝元まで回り込んでいくほどの変化とキレを持っていた。
一方で、本人が重視しているのは、スリークォーターから投じる最速149 km/hのストレートである。意識して動かしてはいないが自然にムーヴィング・ファストボールとなっており、入団して初めての春季キャンプで当時正捕手だった中村武志がキャッチボールを捕り損ねて突き指してしまったほどであった。その後、年齢的な衰えからかスピードが落ちたものの、球速を補うキレは健在であった。チームメイトであった川上憲伸は「岩瀬さんの本当にすごいボールはストレート。本人はフォーシームだと思っていたけど本当はものすごく動く」と語っている。
ちなみに本人は引退するまで、「自分のストレートは綺麗な縦回転だ」と思いながら引退した。
ほかにはシュートや2012年シーズンより右打者に限り速度のあるシンカー、2013年シーズンからは学生時代にも投げていたナックルボールの握りでブレーキのかかったカーブを、2017年には従来の高速スライダーとは異なる、スライダーとカットボールの中間のような変化で、その変化量が違う2種類の球種を会得した。また、実戦では使用する機会はほとんどないが、シーズン前のキャンプでは毎年のように新球種を試している。
打撃面でも大学時代にリーグ歴代2位を誇る成績を残している。プロの打撃成績は2009年終了時点で48打数11安打で打率.208、3打点の成績を残している。大学全日本のセレクションには中堅手として参加していた。抑えとして起用されるようになってからは打席に立つ機会もほとんど無くなったが、8回途中から登板した2006年7月16日の対阪神戦（京セラドーム大阪）では、9回表に立った打席でリードを2点に広げる犠飛を打った。

## 人物

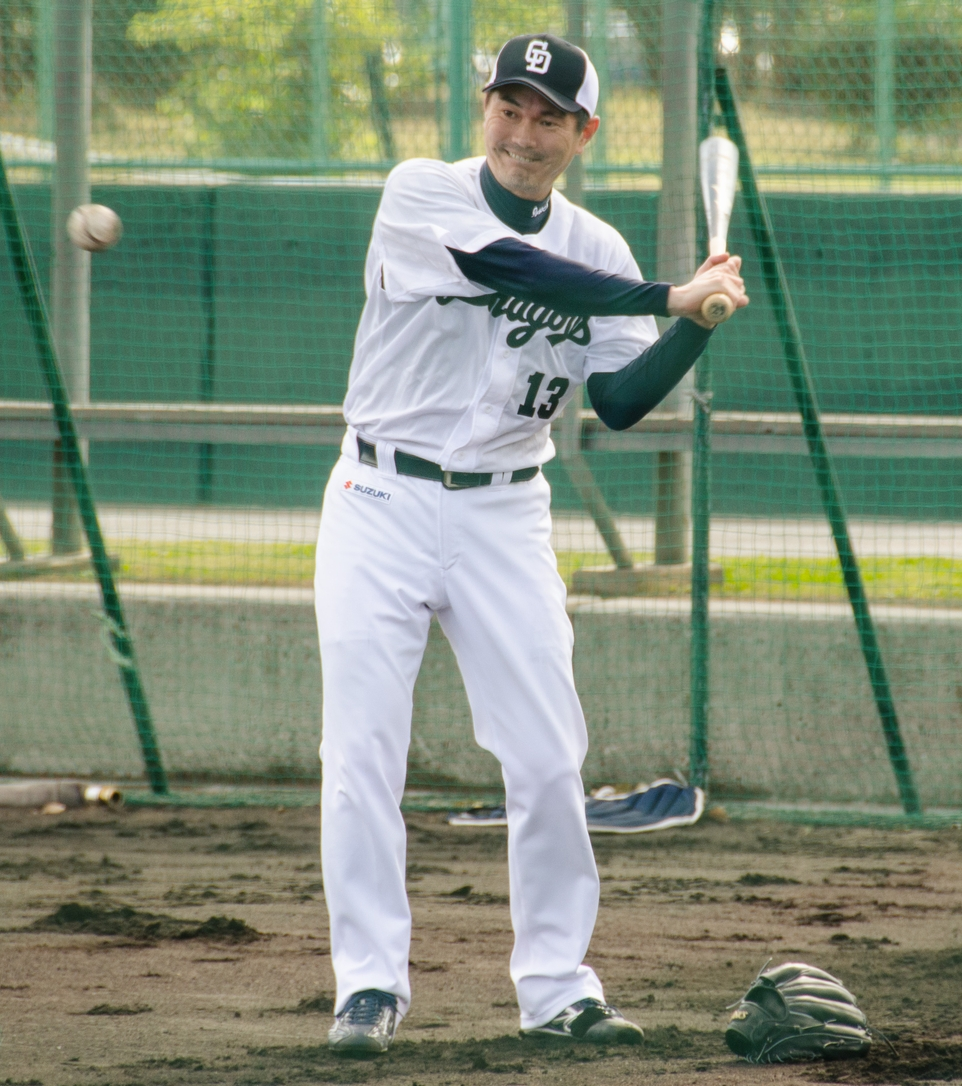
2015年2月10日、沖縄・北谷にて

- 西尾市出身の初のプロ野球スター選手とされる[115]。
- 左投手であるが、ペンは右手で持つ。
- あだ名は野口茂樹が命名した「満太朗」[116]。山本昌によると「明確な由来などない」とのこと。同じく中継ぎで活躍した落合英二は「まんちゃん」、公私ともに仲の良い川上憲伸は岩瀬の「岩」の字から「ガンさん」と呼んでおり、川上がメジャーへ移籍後は川上の大学時代からの後輩である小笠原孝と仲が良いという[117]。オフシーズンに試す新しい球種には「マンちゃんボール」などの名前がつくこともあった[110]。
- 一方でファンからは畏敬を込めて「死神」とも通称される[103][104]。これは岩瀬の背番号である13がタロットの大アルカナで死神を表すことや、「試合の終わりに現れ、相手チームに最後の死（アウト）をもたらす」という長年の役割をなぞらえたものである。また、岩瀬の決め球の切れ味鋭く打者を仕留めるスライダーは「死神の鎌」とも称されている[112]。
- キャリアのほぼ全てをリリーフとして過ごしたため、「たまには真っ新なマウンドを噛み締めて投げたい」「（家族が）いつも試合終了まで待っているので、たまには先発して早く帰ってみたい」という本人の希望により[118]、オープン戦のナゴヤドーム開幕戦において岩瀬が1イニング限定の先発を務めることが、落合監督時代の2006年から高木監督時代にかけての例年行事となっていた時期があった[119]。
- 普段は「オーラが無い」と言われている。2007年1月31日の中日スポーツの記事によると、沖縄で川上と一緒にタクシーに乗車した際には「（川上の）マネージャーさんですか?」と言われたほど[120]である。
- 酒が全く飲めない。これは岩瀬自身が体質的にアルコールを一切受け付けないから。1999年以降のリリーフ起用の理由も、当時の中日が左腕のリリーフ投手不足だったことに加え、岩瀬を下戸だと知った投手チーフコーチの山田久志が、「二日酔いの心配が無いので打たれても連投できる」と考えたことが一因である[121]。
- 2005年頃から魚、野菜中心の食生活にして、2010年元日から禁煙に取り組んだ[122]。
- 「どんな形でも、チームが勝てばいい」という気持ちでマウンドにあがっており、自身の記録にはあまりこだわりがなかった[108]。また、「記録は引退後に振り返ればいい」とも語っている[122]。
- 小学、中学、高校、大学、社会人野球、プロ野球の二軍、一軍を全て出生都道府県で完結し、実働20年以上プレー（いずれも愛知県内）したNPB史上唯一の選手である[123]。
- 長男も投手（父と異なり右投げ）として野球をプレーしており、愛知県名古屋市の愛工大名電高校在学中の3年生の夏には抑え投手として第104回全国高等学校野球選手権大会に出場して同大会ベスト8に貢献した[124][125]。
- 現役引退後、岩瀬が現役時代に着用してした背番号『13』を｢永久欠番にするべきだ｣という声も挙がっているものの、現在は橋本侑樹が着用しており、実現には至っていない。

## 詳細情報

### 年度別投手成績
| 年 度      | 球 団      | 登 板 | 先 発 | 完 投 | 完 封 | 無 四 球 | 勝 利 | 敗 戦 | セ 丨 ブ | ホ 丨 ル ド | 勝 率 | 打 者 | 投 球 回 | 被 安 打 | 被 本 塁 打 | 与 四 球 | 敬 遠 | 与 死 球 | 奪 三 振 | 暴 投 | ボ 丨 ク | 失 点 | 自 責 点 | 防 御 率 | W H I P |
| ---------- | ---------- | ----- | ----- | ----- | ----- | -------- | ----- | ----- | -------- | ----------- | ----- | ----- | -------- | -------- | ----------- | -------- | ----- | -------- | -------- | ----- | -------- | ----- | -------- | -------- | ------- |
| 1999       | 中日       | 65    | 0     | 0     | 0     | 0        | 10    | 2     | 1        | --          | .833  | 307   | 74.1     | 67       | 3           | 22       | 2     | 2        | 73       | 4     | 0        | 16    | 13       | 1.57     | 1.20    |
| 2000       | 中日       | 58    | 1     | 0     | 0     | 0        | 10    | 5     | 1        | --          | .667  | 323   | 80.1     | 66       | 3           | 28       | 4     | 1        | 65       | 1     | 0        | 20    | 17       | 1.90     | 1.17    |
| 2001       | 中日       | 61    | 0     | 0     | 0     | 0        | 8     | 3     | 0        | --          | .727  | 252   | 62.2     | 51       | 3           | 16       | 0     | 3        | 62       | 0     | 0        | 23    | 23       | 3.30     | 1.07    |
| 2002       | 中日       | 52    | 0     | 0     | 0     | 0        | 4     | 2     | 0        | --          | .667  | 231   | 59.2     | 38       | 2           | 15       | 4     | 3        | 66       | 1     | 0        | 8     | 7        | 1.06     | 0.89    |
| 2003       | 中日       | 58    | 0     | 0     | 0     | 0        | 5     | 2     | 4        | --          | .714  | 244   | 63.2     | 47       | 3           | 12       | 6     | 1        | 69       | 1     | 1        | 10    | 10       | 1.41     | 0.93    |
| 2004       | 中日       | 60    | 0     | 0     | 0     | 0        | 2     | 3     | 22       | --          | .400  | 259   | 64.1     | 53       | 4           | 14       | 2     | 3        | 53       | 1     | 0        | 20    | 20       | 2.80     | 1.04    |
| 2005       | 中日       | 60    | 0     | 0     | 0     | 0        | 1     | 2     | 46       | 2           | .333  | 229   | 57.1     | 51       | 0           | 8        | 2     | 2        | 52       | 1     | 0        | 12    | 12       | 1.88     | 1.03    |
| 2006       | 中日       | 56    | 0     | 0     | 0     | 0        | 2     | 2     | 40       | 5           | .500  | 214   | 55.1     | 40       | 3           | 8        | 3     | 0        | 44       | 0     | 0        | 8     | 8        | 1.30     | 0.87    |
| 2007       | 中日       | 61    | 0     | 0     | 0     | 0        | 2     | 4     | 43       | 3           | .333  | 233   | 59.0     | 53       | 3           | 9        | 4     | 0        | 50       | 0     | 0        | 18    | 16       | 2.44     | 1.05    |
| 2008       | 中日       | 51    | 0     | 0     | 0     | 0        | 3     | 3     | 36       | 5           | .500  | 212   | 49.0     | 55       | 2           | 10       | 2     | 0        | 41       | 0     | 0        | 16    | 16       | 2.94     | 1.33    |
| 2009       | 中日       | 54    | 0     | 0     | 0     | 0        | 2     | 3     | 41       | 1           | .400  | 196   | 46.2     | 41       | 2           | 13       | 2     | 2        | 34       | 2     | 0        | 11    | 11       | 2.12     | 1.16    |
| 2010       | 中日       | 54    | 0     | 0     | 0     | 0        | 1     | 3     | 42       | 3           | .250  | 202   | 48.0     | 47       | 1           | 13       | 1     | 2        | 41       | 1     | 0        | 12    | 12       | 2.25     | 1.25    |
| 2011       | 中日       | 56    | 0     | 0     | 0     | 0        | 0     | 1     | 37       | 7           | .000  | 206   | 48.2     | 50       | 1           | 10       | 3     | 2        | 45       | 0     | 0        | 12    | 8        | 1.48     | 1.23    |
| 2012       | 中日       | 54    | 0     | 0     | 0     | 0        | 1     | 3     | 33       | 6           | .250  | 207   | 51.0     | 44       | 3           | 13       | 3     | 2        | 30       | 0     | 0        | 15    | 13       | 2.29     | 1.12    |
| 2013       | 中日       | 55    | 0     | 0     | 0     | 0        | 2     | 3     | 36       | 8           | .400  | 227   | 53.1     | 48       | 2           | 19       | 5     | 1        | 37       | 1     | 0        | 16    | 11       | 1.86     | 1.26    |
| 2014       | 中日       | 34    | 0     | 0     | 0     | 0        | 1     | 2     | 20       | 4           | .333  | 134   | 30.2     | 37       | 1           | 10       | 2     | 0        | 18       | 1     | 0        | 12    | 12       | 3.52     | 1.53    |
| 2016       | 中日       | 15    | 0     | 0     | 0     | 0        | 0     | 2     | 0        | 2           | .000  | 48    | 10.1     | 14       | 1           | 3        | 0     | 0        | 5        | 0     | 0        | 8     | 7        | 6.10     | 1.65    |
| 2017       | 中日       | 50    | 0     | 0     | 0     | 0        | 3     | 6     | 2        | 26          | .333  | 154   | 35.2     | 37       | 2           | 14       | 1     | 1        | 28       | 0     | 0        | 19    | 19       | 4.79     | 1.43    |
| 2018       | 中日       | 48    | 0     | 0     | 0     | 0        | 2     | 0     | 3        | 10          | 1.000 | 143   | 35.0     | 28       | 3           | 7        | 0     | 5        | 28       | 1     | 0        | 18    | 18       | 4.63     | 1.00    |
| 通算：19年 | 通算：19年 | 1002  | 1     | 0     | 0     | 0        | 59    | 51    | 407      | 82          | .536  | 4021  | 985.0    | 867      | 42          | 244      | 46    | 30       | 841      | 15    | 1        | 274   | 253      | 2.31     | 1.13    |

- 各年度の太字はリーグ最高、赤太字はNPBにおける歴代最高

### オリンピックでの投手成績
| 年 度 | 代 表 | 登 板 | 先 発 | 勝 利 | 敗 戦 | セ ｜ ブ | 打 者 | 投 球 回 | 被 安 打 | 被 本 塁 打 | 与 四 球 | 敬 遠 | 与 死 球 | 奪 三 振 | 暴 投 | ボ ｜ ク | 失 点 | 自 責 点 | 防 御 率 |
| ----- | ----- | ----- | ----- | ----- | ----- | -------- | ----- | -------- | -------- | ----------- | -------- | ----- | -------- | -------- | ----- | -------- | ----- | -------- | -------- |
| 2004  | 日本  | 5     | 0     | 0     | 0     | 0        | 17    | 5.2      | 1        | 0           | 0        | 0     | 0        | 7        | 0     | 0        | 0     | 0        | 0.00     |
| 2008  | 日本  | 4     | 0     | 0     | 3     | 0        | 24    | 4.2      | 10       | 1           | 1        | 0     | 0        | 7        | 0     | 0        | 10    | 6        | 11.57    |

### タイトル
- 最多セーブ投手：5回（2005年、2006年[46]、2009年、2010年、2012年）※前身の最優秀救援投手時代を含め最多タイ記録[注 5]
- 最優秀中継ぎ投手：3回（1999年、2000年、2003年）※最多タイ記録[注 6]、2年連続は最長タイ記録[注 7]、3年のブランク受賞は同賞史上最長。1999年は新人初の受賞、新人からの2年連続受賞は他に攝津正のみ

### 表彰

#### NPB
- 月間MVP：2回（投手部門：2005年4月[30][31]、2017年6月）
- カムバック賞：1回（2017年）
- コミッショナー特別表彰：2回（特別賞：2017年、2018年）※2017年はプロ野球史上最多の950試合登板達成、2018年は1000試合登板達成
- JA全農Go・Go賞：4回（救援賞：1999年7月、2005年6月、2009年6月、2010年6月）
- 「ジョージア魂」賞：1回（2011年度第5回）
- セ・リーグ連盟特別表彰（功労賞：2018年）

#### NPB以外
- ドラゴンズクラウン賞：最優秀選手賞（2006年[126]）、優秀選手賞（2005年[127]、2010年[128]、2013年[129]）、特別賞（2007年[130]、2011年[131]、2017年[132]）

### 記録
初記録
投手記録
- 初登板：1999年4月2日、対広島東洋カープ1回戦（ナゴヤドーム）[8]、6回表二死に2番手で救援登板、0/3回1失点（自責点0）
- 初奪三振：1999年4月8日、対横浜ベイスターズ3回戦（ナゴヤドーム）、6回表に駒田徳広から[8]
- 初勝利：1999年4月18日、対読売ジャイアンツ3回戦（東京ドーム）[8]、5回裏に3番手で救援登板、3回2/3無失点
- 初セーブ：1999年6月23日、対読売ジャイアンツ13回戦（ナゴヤドーム）[8]、9回表一死に3番手で救援登板・完了、2/3回無失点
- 初先発登板・初先発勝利：2000年10月8日、対広島東洋カープ26回戦（広島市民球場）、7回1失点
- 初ホールド：2005年6月22日、対阪神タイガース8回戦（大阪ドーム）[8]、9回裏に2番手で救援登板、1回無失点

打撃記録
- 初出場：1999年4月2日、対広島東洋カープ1回戦（ナゴヤドーム）、6回表二死に投手として出場
- 初安打：1999年4月8日、対横浜ベイスターズ3回戦（ナゴヤドーム）、7回裏に阿波野秀幸から中前安打
- 初打点：1999年9月16日、対読売ジャイアンツ27回戦（ナゴヤドーム）、7回裏に岡島秀樹から右翼線適時二塁打
- 初先発出場：2000年10月8日、対広島東洋カープ26回戦（広島市民球場）、9番投手として出場

節目の記録
- 100セーブ：2006年7月30日、対読売ジャイアンツ15回戦（ナゴヤドーム）、9回表に3番手で救援登板・完了、1回無失点 ※史上17人目[39][133]
- 500試合登板：2007年7月7日、対阪神タイガース8回戦（ナゴヤドーム）、8回表二死に3番手で救援登板・完了、1回1/3無失点でセーブ投手 ※史上81人目[52][134]
- 150セーブ：2007年9月9日、対東京ヤクルトスワローズ20回戦（ナゴヤドーム）、9回表に2番手で救援登板・完了、1回無失点 ※史上6人目[53][135]
- 200セーブ：2009年5月12日、対東京ヤクルトスワローズ7回戦（長良川球場）、9回表に3番手で救援登板・完了、1回無失点 ※史上4人目
- 600試合登板：2009年5月28日、対東北楽天ゴールデンイーグルス2回戦（ナゴヤドーム）、9回表に4番手で救援登板、1回1失点 ※史上33人目
- 250セーブ：2010年6月16日、対北海道日本ハムファイターズ4回戦（ナゴヤドーム）、9回表に4番手で救援登板・完了、1回無失点 ※史上3人目
- 700試合登板：2011年5月17日、対千葉ロッテマリーンズ1回戦（QVCマリンフィールド）、9回裏に6番手で救援登板・完了、1回2失点でセーブ投手 ※史上14人目
- 300セーブ：2011年9月3日、対広島東洋カープ16回戦（MAZDA Zoom-Zoom スタジアム広島）、9回裏に5番手で救援登板・完了、1回無失点 ※史上初
- 800試合登板：2012年10月5日、対広島東洋カープ24回戦（ナゴヤドーム）、9回表に8番手で救援登板・完了、1回1失点 ※史上6人目
- 350セーブ：2013年4月18日、対東京ヤクルトスワローズ6回戦（明治神宮野球場）、9回裏に5番手で救援登板・完了、1回無失点 ※史上初
- 400セーブ：2014年7月26日、対読売ジャイアンツ14回戦（ナゴヤドーム）、9回表に5番手で救援登板・完了、1回1失点 ※史上初
- 900試合登板：2016年8月6日、対横浜DeNAベイスターズ19回戦（横浜スタジアム）、8回裏に5番手で救援登板、0/3回3失点で敗戦投手 ※史上3人目[136]
- 950試合登板：2017年8月6日、対読売ジャイアンツ18回戦（東京ドーム）、9回裏に5番手で救援登板・完了、1回無失点でセーブ投手 ※史上初
- 1000試合登板：2018年9月28日、対阪神タイガース22回戦（ナゴヤドーム）、9回表に7番手で救援登板・完了、1回無失点でセーブ投手 ※史上初
- 1000試合出場：同上 ※史上496人目

その他の記録
- シーズン46セーブ（2005年）※セ・リーグ記録（達成当時はNPB記録）[137]
- 通算407セーブ ※NPB記録[138]
- 通算1001救援登板 ※NPB記録
- 通算1002登板 ※NPB記録[139]
- 連続シーズン50試合登板：15年（1999年 - 2013年）※NPB記録
- 連続シーズン10セーブ：11年（2004年 - 2014年）※NPB記録[68]
- 連続シーズン20セーブ：11年（2004年 - 2014年）※NPB記録[140]
- 連続シーズン30セーブ：9年（2005年 - 2013年）※NPB記録
- 連続シーズン40セーブ：3年（2005年 - 2007年）※NPBタイ記録（デニス・サファテと並ぶ）
- クライマックスシリーズ通算セーブ：10 ※歴代1位
- オールスターゲーム出場：10回（2000年、2001年、2003年、2005年、2006年、2007年、2010年、2011年、2012年、2013年）
- フランチャイズ・プレイヤー：デビュー以来移籍経験なし（地元出身、最狭義のフランチャイズプレイヤーでもある）

### 背番号
- 13（1999年 - 2018年）
- 204（2019年3月1日 - 同年3月3日）※引退試合出場のための登録上のもの。引退試合は13で出場した。

### 登場曲
- 『Closer（英語版）』 Ne-Yo（ - 2011年）
- 『Firework』 ケイティ・ペリー（2012年 - 2019年）

### 代表歴
- 2004年アテネオリンピックの野球競技・日本代表
- 2008年北京オリンピックの野球競技・日本代表

## 関連情報

### CM出演
- 名古屋市交通局（地下鉄名城線(放映当時：地下鉄4号線)のナゴヤドーム最寄りのナゴヤドーム前矢田駅を含む大曽根駅～砂田橋駅間開通時のテレビCM、福留孝介選手とともに出演）
- アーレックス - 東海ラジオ放送限定CM。2007年度。アレックス・オチョアの代わりに、山本昌・福留孝介とともに出演。CMでは福留とともにアレックスのものまねをしていた。

### 出演番組
- プロ野球中継（各放送局） - 解説
  - TBSテレビ系列各局制作・放送分 - CBCテレビ制作による中日主催試合中継を担当。
  - CBCドラゴンズナイター（CBCラジオ）
  - 日本テレビ系列各局制作・放送分 - 中京テレビで放送される中日ビジター戦中継を担当。
  - フジテレビ系列各局制作・放送分 - 東海テレビ制作による中日主催試合中継を担当（ゲスト解説）。
  - 東海ラジオ ガッツナイター（東海ラジオ）[注 8] ※同局公式サイトでは解説者として紹介されず[142][注 9]。
- スポーツスタジアム☆魂（中京テレビ） - 解説[注 10]
- サンデードラゴンズ（CBCテレビ）
- 競馬BEAT（東海テレビ）

### コラム
- 岩瀬仁紀の人生勝負（不定期更新。井端弘和（井端弘和の「一の野球」）とともに携帯サイトのドラゴンズ情報内で、「現状報告」とファンからの質問に答える「お答えします!」で構成されている）[要説明]